# Альянс на майбутнє (Чехія)
«Альянс на майбутнє» (чеськ. Aliance pro budoucnost; раніше також Громадський демократичний альянс, чеськ. Občanská demokratická aliance, ODA) — консервативно-ліберальна політична партія Чехії.

## Історія
З 1990 по 2007 роки в Чехії діяла партія з такою ж назвою «Громадський демократичний альянс», яка була створена членами колишнього «Громадянського форуму». 
У 2016 році чеський підприємець Павел Сенал заснував партію з такою ж назвою. Сенал заявив, що партія є правонаступником колишнього «Громадянського демократичного альянсу».
«Громадянський демократичний альянс» брав участь у Парламентських виборах у Чехії 2017 року.
29 червня 2017 року «Громадянський демократичний альянс» підтримав кандидатуру Вратислава Кульганека на посаду Президента Чехії на виборах 2018 року.

## Ідеологія
«Громадянський демократичний альянс» є консервативно-ліберальна правоцентристська політична партія, яка є проєвропейською та виступає за мультикультуралізм.